# Rotwandhütte
Die Rotwandhütte (italienisch Rifugio Roda di Vaèl) – auch Ostertag-Hütte – ist eine Schutzhütte der Società degli Alpinisti Tridentini (SAT) in der Rosengartengruppe in den Trentiner Dolomiten.

## Lage und Umgebung
Die Rotwandhütte liegt am Ciampaz-Sattel auf 2283 m s.l.m. Im Westen wird sie von Masarékamm, Teufelswand und Rotwand flankiert, im Norden und Osten verläuft das Vajolontal. Die Hütte befindet sich auf dem Gemeindegebiet von Vigo di Fassa in unmittelbarer Nachbarschaft der kleineren Baita Pederiva.

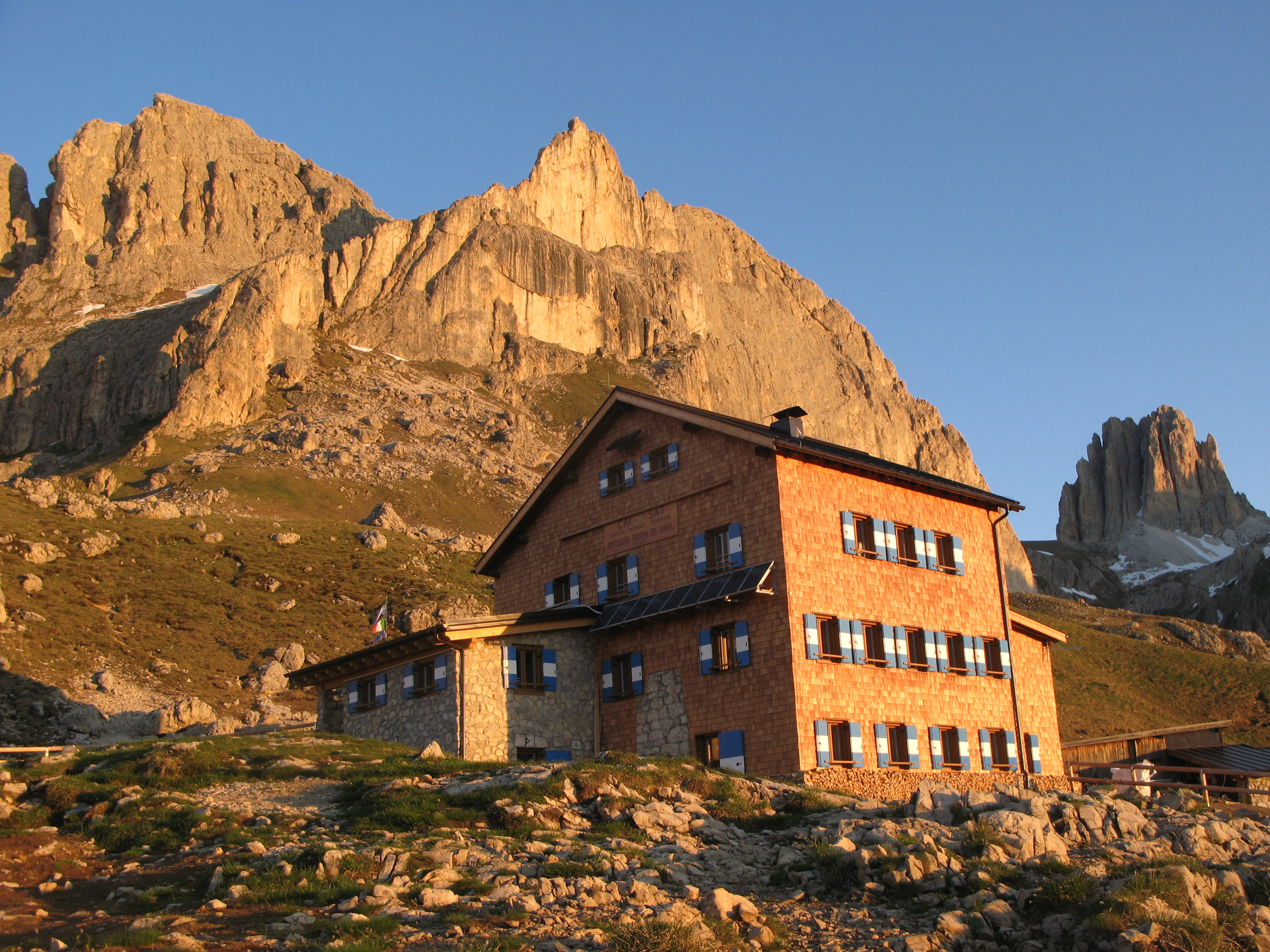
Südostansicht mit Teufelswand, Fensterlturm und Vajolontürmen

## Geschichte
Die Initiative zum Bau der Hütte geht auf eine Versammlung der Sektion Karersee-Welschnofen des Deutschen und Österreichischen Alpenvereins zurück. Erste Bemühungen, ein Grundstück von der Gemeinde Vigo zu erwerben, datieren aus dem Jahr 1899. Im Frühjahr 1906 erfolgte der Spatenstich und im August desselben Jahres wurde die Hütte mit einer Kapazität von 20 Übernachtungsmöglichkeiten eröffnet. Zu den Förderern gehörte neben dem einheimischen Tourismuspionier Theodor Christomannos der deutsche Industrielle Karl von Ostertag-Siegle, nach dem die Hütte schließlich benannt wurde.
1921 wurde die Hütte durch das italienische Militär der Società degli Alpinisti Tridentini (SAT), der größten Teilorganisation des CAI anvertraut, die ihr den italienischen Namen Rifugio Roda di Vaèl verlieh. Ab 1983 erfolgte ein Neuaufbau, bei dem unter anderem die Aufnahmefähigkeit der Schutzhütte erweitert wurde. Der Neubau wurde 1986 eingeweiht. Eine letzte Renovierung fand zwischen 2007 und 2008 statt.

## Tourenmöglichkeiten
Die Hütte dient als Stützpunkt für zwei beliebte Klettersteige sowie zahlreiche Kletterrouten in der südlichen Rosengartengruppe.

### Zugang zur Hütte
- von der Paolina-Hütte (Sessellift-Bergstation, 2125 m): ¾ Stunde
- vom Karerpass (1752 m): 1 ½ Stunden
- vom Rifugio Ciampedie (Seilbahn-Bergstation, 1998 m): 2 Stunden
- von der Kölner Hütte (Sessellift-Bergstation, 2337 m) über den Hirzelsteig: 2–2 ½ Stunden

### Tourenziele
- Masaré-Klettersteig (Schwierigkeit C)
- Rotwand-Klettersteig auf die Rotwand (B/C)
- Fensterlturm (2670 m) (II-VII)